# اوئه ایواشیرو
اوئه ایواشیرو (به ژاپنی: 大江磐代 Ōe Iwashiro)؛ 1744 – ۱۱ ژانویهٔ ۱۸۱۳) در دوره شوگون‌سالاری توکوگاوا، همسر سوکهیتو، شاهزاده کان-این و مادر امپراتور کوکاکو بود.